# Općinska A nogometna liga Ludbreg 1985./86.
"Općinska A nogometna liga Ludbreg" za sezonu 1985./86. je bila prvi stupanj općinske lige ONS Ludbreg, te liga šestog stupnja nogometnog prvenstva Jugoslavije. 
 
Sudjelovalo je 12 klubova, a prvak je bila "Mladost" iz Svetog Petra. 

## Ljestvica
| mj. | klub                          | ut. | pob. | ner. | por. | gol+ | gol- | bod |
| --- | ----------------------------- | --- | ---- | ---- | ---- | ---- | ---- | --- |
| 1.  | Mladost Sveti Petar           | 22  | 14   | 5    | 3    | 71   | 28   | 33  |
| 2.  | Plitvica Selnik               | 22  | 13   | 5    | 4    | 85   | 40   | 31  |
| 3.  | Lunkovec (Lunjkovec)          | 22  | 11   | 5    | 6    | 53   | 41   | 27  |
| 4.  | Podravac Sesvete Ludbreške    | 22  | 11   | 3    | 8    | 51   | 43   | 25  |
| 5.  | Dinamo Apatija                | 22  | 10   | 4    | 8    | 50   | 49   | 24  |
| 6.  | Dinamo Vrbanovec              | 22  | 11   | 0    | 11   | 62   | 56   | 22  |
| 7.  | Karlovec (Karlovec Ludbreški) | 22  | 8    | 5    | 9    | 36   | 39   | 21  |
| 8.  | Polet Martijanec              | 22  | 9    | 2    | 11   | 60   | 58   | 20  |
| 9.  | Podravka Struga               | 22  | 8    | 3    | 11   | 59   | 69   | 19  |
| 10. | Gora Globočec Ludbreški       | 22  | 8    | 3    | 11   | 51   | 80   | 19  |
| 11. | Omladinac Madaraševac         | 22  | 7    | 3    | 12   | 43   | 67   | 13  |
| 12. | Podgora Bolfan                | 22  | 4    | 2    | 16   | 59   | 99   | 10  |

## Rezultatska križaljka
| kratica | klub                          | DINA | DINV | GORA | KAR | LUN | MLA | OML | PLO | POSG | PODRA | PODRK | POL |
| --- | ----------------------------- | ---- | ---- | ---- | --- | --- | --- | --- | --- | ---- | ----- | ----- | --- |
| DINA | Dinamo Apatija                |      |      |      |     |     |     |     |     |      |       |       |     |
| DINV | Dinamo Vrbanovec              |      |      |      |     |     |     |     |     |      |       |       |     |
| GORA | Gora Globočec Ludbreški       |      |      |      |     |     |     |     |     |      |       |       |     |
| KAR | Karlovec (Karlovec Ludbreški) |      |      |      |     |     |     |     |     |      |       |       |     |
| LUN | Lunkovec (Lunjkovec)          |      |      |      |     |     |     |     |     |      |       |       |     |
| MLA | Mladost Sveti Petar           |      |      |      |     |     |     |     |     |      |       |       |     |
| OML | Omladinac Madaraševac         |      |      |      |     |     |     |     |     |      |       |       |     |
| PLI | Plitvica Selnik               |      |      |      |     |     |     |     |     |      |       |       |     |
| PODG | Podgora Bolfan                |      |      |      |     |     |     |     |     |      |       |       |     |
| PODRA | Podravac Sesvete Ludbreške    |      |      |      |     |     |     |     |     |      |       |       |     |
| PODRK | Podravka Struga               |      |      |      |     |     |     |     |     |      |       |       |     |
| POL | Polet Martijanec              |      |      |      |     |     |     |     |     |      |       |       |     |
| |                               |      |      |      |     |     |     |     |     |      |       |       |     |
| podebljan rezultat - utakmice od 1. do 11. kola (1. utakmica između klubova) rezultat normalne debljine - utakmice od 12. do 22. kola (2. utakmica između klubova) rezultat nakošen - nije vidljiv redoslijed odigravanja međusobnih utakmica iz dostupnih izvora rezultat smanjen * - iz dostupnih izvora nije uočljiv domaćin susreta prekrižen rezultat - poništena ili brisana utakmica p - utakmica prekinuta 3:0 p.f. / 0:3 p.f. - rezultat 3:0 bez borbe |                               |      |      |      |     |     |     |     |     |      |       |       |     |

 Izvori: